# Partecipanti alla Liegi-Bastogne-Liegi 2022
Elenco dei partecipanti alla Liegi-Bastogne-Liegi 2022.
La Liegi-Bastogne-Liegi 2022 è stata la centottesima edizione della corsa. Alla competizione presero parte 25 squadre: le 18 iscritte all'UCI World Tour 2022 e 7 UCI ProTeam.
Ciascuna delle squadre è composta da sette ciclisti, per un totale di 175 accreditati alla partenza.

## Corridori per squadra
Nota: R ritirato, NP non partito, FT fuori tempo, SQ squalificato
| UAE Team Emirates       | UAE Team Emirates       | UAE Team Emirates       | Quick-Step Alpha Vinyl Team        | Quick-Step Alpha Vinyl Team        | Quick-Step Alpha Vinyl Team        | Groupama-FDJ             | Groupama-FDJ             | Groupama-FDJ             |
| ----------------------- | ----------------------- | ----------------------- | ---------------------------------- | ---------------------------------- | ---------------------------------- | ------------------------ | ------------------------ | ------------------------ |
| N°                      | Ciclista                | Clas.                   | N°                                 | Ciclista                           | Clas.                              | N°                       | Ciclista                 | Clas.                    |
| 1                       | Marc Hirschi            | 9°                      | 11                                 | Julian Alaphilippe                 | R                                  | 21                       | Valentin Madouas         | 34°                      |
| 2                       | George Bennett          | R                       | 12                                 | Tim Declercq                       | R                                  | 22                       | Bruno Armirail           | 16°                      |
| 3                       | Vegard Stake Laengen    | 112°                    | 13                                 | Remco Evenepoel                    | 1°                                 | 23                       | Kevin Geniets            | 59°                      |
| 4                       | Brandon McNulty         | R                       | 14                                 | Pieter Serry                       | 99°                                | 24                       | Matthieu Ladagnous       | 95°                      |
| 5                       | Jan Polanc              | 57°                     | 15                                 | Mauri Vansevenant                  | 23°                                | 25                       | Rudy Molard              | 18°                      |
| 6                       | Marc Soler              | 44°                     | 16                                 | Ilan Van Wilder                    | R                                  | 26                       | Quentin Pacher           | 20°                      |
| 7                       | Diego Ulissi            | 22°                     | 17                                 | Louis Vervaeke                     | 76°                                | 27                       | Anthony Roux             | 60°                      |
| Movistar Team           | Movistar Team           | Movistar Team           | Israel-Premier Tech                | Israel-Premier Tech                | Israel-Premier Tech                | Team DSM                 | Team DSM                 | Team DSM                 |
| N°                      | Ciclista                | Clas.                   | N°                                 | Ciclista                           | Clas.                              | N°                       | Ciclista                 | Clas.                    |
| 31                      | Alejandro Valverde      | 7°                      | 41                                 | Jakob Fuglsang                     | 13°                                | 51                       | Romain Bardet            | R                        |
| 32                      | Gorka Izagirre          | 70°                     | 42                                 | Alessandro De Marchi               | 74°                                | 52                       | Mark Donovan             | 104°                     |
| 33                      | Oier Lazkano            | R                       | 43                                 | Omer Goldstein                     | R                                  | 53                       | Leon Heinschke           | R                        |
| 34                      | Lluís Mas               | R                       | 44                                 | Reto Hollenstein                   | R                                  | 54                       | Søren Kragh Andersen     | 25°                      |
| 35                      | Enric Mas               | 12°                     | 45                                 | Hugo Houle                         | 53°                                | 55                       | Joris Nieuwenhuis        | 118°                     |
| 36                      | Gregor Mühlberger       | 73°                     | 46                                 | Daryl Impey                        | R                                  | 56                       | Florian Stork            | 120°                     |
| 37                      | Carlos Verona           | 38°                     | 47                                 | Michael Woods                      | 10°                                | 57                       | Kevin Vermaerke          | 87°                      |
| Trek-Segafredo          | Trek-Segafredo          | Trek-Segafredo          | Bora-Hansgrohe                     | Bora-Hansgrohe                     | Bora-Hansgrohe                     | Bahrain Victorious       | Bahrain Victorious       | Bahrain Victorious       |
| N°                      | Ciclista                | Clas.                   | N°                                 | Ciclista                           | Clas.                              | N°                       | Ciclista                 | Clas.                    |
| 61                      | Bauke Mollema           | 29°                     | 71                                 | Aleksandr Vlasov                   | 14°                                | 81                       | Dylan Teuns              | 6°                       |
| 62                      | Julien Bernard          | 50°                     | 72                                 | Giovanni Aleotti                   | 77°                                | 82                       | Damiano Caruso           | 41°                      |
| 63                      | Gianluca Brambilla      | 64°                     | 73                                 | Cesare Benedetti                   | 78°                                | 83                       | Jack Haig                | 11°                      |
| 64                      | Dario Cataldo           | 93°                     | 74                                 | Sergio Higuita                     | 5°                                 | 84                       | Mikel Landa              | 42°                      |
| 65                      | Tony Gallopin           | 91°                     | 75                                 | Jai Hindley                        | NP                                 | 85                       | Matej Mohorič            | 37°                      |
| 66                      | Mattias Skjelmose       | 66°                     | 76                                 | Wilco Kelderman                    | R                                  | 86                       | Wout Poels               | 39°                      |
| 67                      | Antwan Tolhoek          | 97°                     | 77                                 | Ide Schelling                      | R                                  | 87                       | Luis León Sánchez        | 80°                      |
| Ineos Grenadiers        | Ineos Grenadiers        | Ineos Grenadiers        | Astana Qazaqstan Team              | Astana Qazaqstan Team              | Astana Qazaqstan Team              | Jumbo-Visma              | Jumbo-Visma              | Jumbo-Visma              |
| N°                      | Ciclista                | Clas.                   | N°                                 | Ciclista                           | Clas.                              | N°                       | Ciclista                 | Clas.                    |
| 91                      | Daniel Martínez         | 4°                      | 101                                | Vincenzo Nibali                    | 30°                                | 111                      | Wout Van Aert            | 3°                       |
| 92                      | Laurens De Plus         | 101°                    | 102                                | Stefan de Bod                      | 54°                                | 112                      | Tiesj Benoot             | NP                       |
| 93                      | Omar Fraile             | R                       | 103                                | David de la Cruz                   | 98°                                | 113                      | Sepp Kuss                | 55°                      |
| 94                      | Michał Kwiatkowski      | 100°                    | 104                                | Fabio Felline                      | R                                  | 114                      | Sam Oomen                | 32°                      |
| 95                      | Thomas Pidcock          | 103°                    | 105                                | Aljaksandr Rabušėnka               | R                                  | 115                      | Timo Roosen              | R                        |
| 96                      | Carlos Rodríguez        | R                       | 106                                | Simone Velasco                     | 92°                                | 116                      | Jos van Emden            | R                        |
| 97                      | Geraint Thomas          | 43°                     | 107                                | Andrej Zejc                        | 67°                                | 117                      | Jonas Vingegaard         | R                        |
| Team BikeExchange-Jayco | Team BikeExchange-Jayco | Team BikeExchange-Jayco | Cofidis                            | Cofidis                            | Cofidis                            | AG2R Citroën Team        | AG2R Citroën Team        | AG2R Citroën Team        |
| N°                      | Ciclista                | Clas.                   | N°                                 | Ciclista                           | Clas.                              | N°                       | Ciclista                 | Clas.                    |
| 121                     | Michael Matthews        | R                       | 131                                | Ion Izagirre                       | 27°                                | 141                      | Benoît Cosnefroy         | 24°                      |
| 122                     | Alexandre Balmer        | R                       | 132                                | Simon Geschke                      | 35°                                | 142                      | Mikaël Cherel            | 62°                      |
| 123                     | Jack Bauer              | 117°                    | 133                                | Jesús Herrada                      | R                                  | 143                      | Dorian Godon             | R                        |
| 124                     | Tsgabu Grmay            | 119°                    | 134                                | Victor Lafay                       | R                                  | 144                      | Bob Jungels              | 58°                      |
| 125                     | Chris Juul Jensen       | R                       | 135                                | Guillaume Martin                   | 33°                                | 145                      | Paul Lapeira             | 72°                      |
| 126                     | Jan Maas                | 82°                     | 136                                | Anthony Perez                      | 81°                                | 146                      | Aurélien Paret-Peintre   | 40°                      |
| 127                     | Nick Schultz            | 45°                     | 137                                | Rémy Rochas                        | 56°                                | 147                      | Lawrence Warbasse        | R                        |
| Lotto Soudal            | Lotto Soudal            | Lotto Soudal            | Team Arkéa-Samsic                  | Team Arkéa-Samsic                  | Team Arkéa-Samsic                  | EF Education-EasyPost    | EF Education-EasyPost    | EF Education-EasyPost    |
| N°                      | Ciclista                | Clas.                   | N°                                 | Ciclista                           | Clas.                              | N°                       | Ciclista                 | Clas.                    |
| 151                     | Philippe Gilbert        | 46°                     | 161                                | Warren Barguil                     | 15°                                | 171                      | Ruben Guerreiro          | R                        |
| 152                     | Sébastien Grignard      | R                       | 162                                | Winner Anacona                     | 71°                                | 172                      | Alberto Bettiol          | 69°                      |
| 153                     | Matthew Holmes          | 68°                     | 163                                | Anthony Delaplace                  | 51°                                | 173                      | Simon Carr               | R                        |
| 154                     | Sylvain Moniquet        | 31°                     | 164                                | Élie Gesbert                       | R                                  | 174                      | Odd Christian Eiking     | R                        |
| 155                     | Harm Vanhoucke          | 75°                     | 165                                | Simon Guglielmi                    | 65°                                | 175                      | Ben Healy                | R                        |
| 156                     | Viktor Verschaeve       | 79°                     | 166                                | Matis Louvel                       | 106°                               | 176                      | Neilson Powless          | 8°                       |
| 157                     | Tim Wellens             | 86°                     | 167                                | Łukasz Owsian                      | R                                  | 177                      | Rigoberto Urán           | R                        |
| Uno-X Pro Cycling Team  | Uno-X Pro Cycling Team  | Uno-X Pro Cycling Team  | Intermarché-Wanty-Gobert Matériaux | Intermarché-Wanty-Gobert Matériaux | Intermarché-Wanty-Gobert Matériaux | Alpecin-Fenix            | Alpecin-Fenix            | Alpecin-Fenix            |
| N°                      | Ciclista                | Clas.                   | N°                                 | Ciclista                           | Clas.                              | N°                       | Ciclista                 | Clas.                    |
| 181                     | Tobias Johannessen      | R                       | 191                                | Domenico Pozzovivo                 | 26°                                | 201                      | Xandro Meurisse          | 19°                      |
| 182                     | Idar Andersen           | R                       | 192                                | Jan Bakelants                      | 85°                                | 202                      | Floris De Tier           | 61°                      |
| 183                     | Fredrik Dversnes        | 108°                    | 193                                | Quinten Hermans                    | 2°                                 | 203                      | Jimmy Janssens           | R                        |
| 184                     | Anders Johannessen      | 115°                    | 194                                | Simone Petilli                     | 94°                                | 204                      | Kristian Sbaragli        | 47°                      |
| 185                     | Jacob Hindsgaul         | 109°                    | 195                                | Baptiste Planckaert                | R                                  | 205                      | Robert Stannard          | 17°                      |
| 186                     | Torjus Sleen            | 113°                    | 196                                | Corné van Kessel                   | R                                  | 206                      | Scott Thwaites           | R                        |
| 187                     | Jonas Gregaard          | 28°                     | 197                                | Georg Zimmermann                   | R                                  | 207                      | Jay Vine                 | 84°                      |
| TotalEnergies           | TotalEnergies           | TotalEnergies           | Bingoal Pauwels Sauces WB          | Bingoal Pauwels Sauces WB          | Bingoal Pauwels Sauces WB          | Sport Vlaanderen-Baloise | Sport Vlaanderen-Baloise | Sport Vlaanderen-Baloise |
| N°                      | Ciclista                | Clas.                   | N°                                 | Ciclista                           | Clas.                              | N°                       | Ciclista                 | Clas.                    |
| 211                     | Alexis Vuillermoz       | 21°                     | 221                                | Johan Meens                        | R                                  | 231                      | Jenno Berckmoes          | 110°                     |
| 212                     | Jérémy Cabot            | R                       | 222                                | Rémy Mertz                         | 107°                               | 232                      | Ruben Apers              | 90°                      |
| 213                     | Fabien Doubey           | 52°                     | 223                                | Kenny Molly                        | 96°                                | 233                      | Kamiel Bonneu            | NP                       |
| 214                     | Valentin Ferron         | 49°                     | 224                                | Mathijs Paasschens                 | 83°                                | 234                      | Vito Braet               | 111°                     |
| 215                     | Fabien Grellier         | R                       | 225                                | Tom Paquot                         | 89°                                | 235                      | Alex Colman              | R                        |
| 216                     | Paul Ourselin           | 36°                     | 226                                | Marco Tizza                        | 121°                               | 236                      | Gilles De Wilde          | R                        |
| 217                     | Cristián Rodríguez      | R                       | 227                                | Luc Wirtgen                        | 48°                                | 237                      | Julian Mertens           | R                        |
| Equipo Kern Pharma      |                         |                         |                                    |                                    |                                    |                          |                          |                          |
| N°                      | Ciclista                | Clas.                   |                                    |                                    |                                    |                          |                          |                          |
| 241                     | Urko Berrade            | R                       |                                    |                                    |                                    |                          |                          |                          |
| 242                     | Francisco Galván        | 116°                    |                                    |                                    |                                    |                          |                          |                          |
| 243                     | Raúl García Pierna      | 105°                    |                                    |                                    |                                    |                          |                          |                          |
| 244                     | Pau Miquel              | 63°                     |                                    |                                    |                                    |                          |                          |                          |
| 245                     | Ibon Ruiz               | 102°                    |                                    |                                    |                                    |                          |                          |                          |
| 246                     | Eugenio Sánchez         | 88°                     |                                    |                                    |                                    |                          |                          |                          |
| 247                     | Danny van der Tuuk      | 114°                    |                                    |                                    |                                    |                          |                          |                          |